# إيسيار بولان
إيسيار بولان (بالإسبانية: Icíar Bollaín)‏ هي كاتبة سيناريو ومخرجة وممثلة إسبانية، ولدت في 12 يونيو 1967 بمدريد في إسبانيا.

## وصلات خارجية
- إيسيار بولان على موقع IMDb (الإنجليزية)
- إيسيار بولان على موقع قاعدة بيانات الأفلام العربية
- إيسيار بولان على موقع ألو سيني (الفرنسية)
- إيسيار بولان على موقع تيرنر كلاسيك موفيز (الإنجليزية)
- إيسيار بولان على موقع أول موفي (الإنجليزية)
- إيسيار بولان على موقع قاعدة بيانات الأفلام السويدية (السويدية)
- إيسيار بولان على موقع قاعدة بيانات الفيلم (الإنجليزية)
- إيسيار بولان على موقع كينوبويسك (الروسية)